# Alcobendas
Alcobendas è un comune spagnolo di 114 864 abitanti, appartenente alla comunità autonoma di Madrid. Situata a 15 km a nord della capitale, sorge a 669 metri s.l.m.. Confina a nord con San Sebastián de los Reyes, a ovest e a sud con Madrid e a est con Paracuellos de Jarama. La città è stata fondata intorno al 1208.

## Feste popolari
- 24 gennaio: Santa Maria della Pace (patrona della città)
- 15 maggio: San Isidro (patrono della città)
- 23 giugno: San Juan

## Amministrazione

### Gemellaggi
- Épinay-sur-Seine, dal 1979